# 알루미늄박

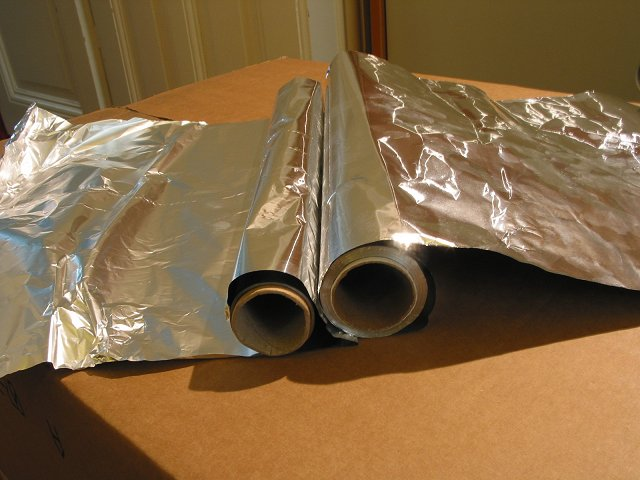
두루마리 형태의 알루미늄 포일.

알루미늄박(aluminium+箔) 또는 알루미늄 포일(영어: aluminium foil)은 알루미늄, 알루미늄 합금을 종이(schlagmetal)처럼 얇게 만든 금속박(포일)이다. 은박지(銀箔紙)로도 부른다. 식료품, 담배, 약품 등의 포장 재료로 많이 쓰인다. 또한 열 교환기의 핀, 전선피복 재료, 전해축전기 양극용 재료로도 널리 쓰인다.

## 같이 보기
- 금속박

## 참고 문헌
- 이 문서에는 다음커뮤니케이션(현 카카오)에서 GFDL 또는 CC-SA 라이선스로 배포한 글로벌 세계대백과사전의 내용을 기초로 작성된 글이 포함되어 있습니다.